# Idaea suffusa
Idaea suffusa är en fjärilsart som beskrevs av Barend J. Lempke 1949. Idaea suffusa ingår i släktet Idaea och familjen mätare. Inga underarter finns listade i Catalogue of Life.